# Casino Royale (film, 2006)
Pour les articles homonymes, voir Casino Royale.
Série
Meurs un autre jour
(2002) Quantum of Solace
(2008)
Pour plus de détails, voir Fiche technique et Distribution.
Casino Royale [kəˈsinoʊ ɹɔɪˈæl] est un film d'espionnage réalisé par Martin Campbell, pour des producteurs américans, britanniques, allemands et tchèques  .Il est sorti le 22 novembre 2006 en France et en Belgique. Il est le 21e opus de la série des films de James Bond produite par EON Productions. James Bond est ici incarné pour la première fois par Daniel Craig, succédant ainsi à Pierce Brosnan.
Il s’agit d'un redémarrage de la saga James Bond ainsi que l'adaptation cinématographique du roman Casino Royale de Ian Fleming, publié au Royaume-Uni en 1953. Le roman avait déjà été adapté dans un téléfilm du même nom avec Barry Nelson en 1954 et dans une comédie de 1967 avec David Niven.
James Bond vient d'obtenir le statut d'agent 00 au sein du MI6. Après une mission qui se solde par la destruction d'une ambassade à Madagascar, Bond est envoyé en vacances. Il poursuit cependant sa mission à Nassau dans les Bahamas où il rencontre des agents terroristes qui travaillent pour un certain Le Chiffre. Bond va alors traquer celui-ci jusqu'au Monténégro pour cette mission, qu'il réussira au prix d'importants sacrifices.

## Synopsis
Dans le pré-générique (en noir et blanc), James Bond va être nommé agent "00" par le Secret Intelligence Service (MI6), Graal des agents secrets qui l'autorisera à tuer proprio motu. Pour cela, il doit franchir une ultime épreuve : éliminer un traître haut placé. Il rend ainsi visite dans la nuit à un chef de section du MI6 corrompu à Prague, dont il retire quelques minutes avant son arrivée le chargeur de son arme rangée dans un tiroir de son bureau. Après lui avoir annoncé qu'il a tué, non sans mal (c'était son premier meurtre), l'un de ses agents doubles, Bond abat le traître d'une balle dans la tête. Mission accomplie, Bond se voit attribuer le matricule 007.
L'action continue en Ouganda où M. White propose au seigneur de guerre Steven Obanno, méfiant, de confier son argent au dénommé Le Chiffre, à la tête d'une organisation qui en assurera la gestion en toute discrétion. Dès l'affaire conclue, Le Chiffre ordonne la vente à découvert d'une somme équivalente en actions Skyfleet, un constructeur d'avions dont les cours sont en hausse à la suite de la sortie imminente d'un nouvel appareil. 
Le nouvel agent 007 est à Madagascar où il traque un terroriste, Mollaka. Celui-ci reçoit un message sur son téléphone : "Ellipsis", mais repère un agent du MI6 et prend la fuite. Bond le poursuit à travers la ville. Tous deux perturbent un imposant chantier dans leur course-poursuite particulièrement spectaculaire. Bond finit, non sans peine, par le rattraper au sein même de l'ambassade du Nambutu et le capture. Cerné par les agents de sécurité de l'ambassade, Bond abat le terroriste et prend la fuite avec le sac du fuyard après avoir fait exploser une réserve de gaz, affaire qui provoque un incident diplomatique.
Sur son yacht, Le Chiffre apprend sur les chaines d'infos la nouvelle. Il doit désormais trouver un nouveau terroriste dans les 36 heures. 
M, furieuse, doit subir de sévères critiques de la part de ses supérieurs, Bond ayant transgressé l'une des seules règles inviolables de la diplomatie internationale.
Pendant ce temps, Bond s'introduit chez elle pour identifier le lieu où a été émis le message "Ellipsis" reçu sur le téléphone de Mollaka (à l’hôtel Ocean Club sur Paradise Island). Elle le surprend fouillant dans son ordinateur et, outrée par ses méthodes, lui dit qu'elle regrette de l'avoir promu, lui conseille fortement de ne jamais recommencer cela et l'envoie « se mettre la tête dans le sable ». 
Bond part alors pour Nassau dans les Caraïbes, non pour des vacances, mais pour trouver l'émissaire mystérieux du message "Ellipsis". 
Le lendemain, Bond arrive à son hôtel à Nassau. Grâce aux enregistrements des caméras de surveillance de l'hôtel, il réussit à identifier  l'émetteur du message, un certain Dimitrios. Au cours de ses recherches, Bond accède à la fiche de Le Chiffre, tandis que M est informée en pleine nuit par le MI6 des données qu'il consulte.
Le soir même, Bond dispute une partie de poker avec Dimitrios. Une superbe créature s'approche de lui (il s'agit de Solange, la femme de Dimitrios), manoeuvre de Dimitrios pour perturber les autres joueurs. Dimitrios a un brelan de rois, il fait tapis et, pour que Bond le suive, mise son Aston Martin DB5. Bond suit et gagne la partie avec un brelan d'as. 
Alors qu'il monte dans sa nouvelle voiture en sortant de l'hôtel, Solange l'arrête croyant que c'est son mari. Bond lui propose un verre, qu'elle accepte. Dans la nuit, Bond et Solange flirtent et s'embrassent, cette dernière lui confie qu'ils ont toute la nuit car son mari part à Miami. Mais, alors qu'une nuit torride s'offre à lui, Bond s'éclipse pour rejoindre Dimitrios à Miami.
Au cours de la nuit, Bond retrouve la piste de Dimitrios à l'exposition Body Worlds à Miami. Mais Dimitrios l'a repéré. Une lutte s'engage entre les deux hommes au terme de laquelle Bond parvient à poignarder Dimitrios. Il s'empare alors du téléphone de Dimitrios et appelle le nom de code Ellipsis. Voyant un homme décrocher, Bond le poursuit jusqu'à l'aéroport de Miami, mais se fait repérer. Le terroriste s'enfuit et déclenche l'alarme. Bond arrivant à une porte verrouillée, appelle le MI6 où il apprend à M qu'un attentat va se produire dans les prochaines minutes. Bond raccroche, réalisant que le code de la porte est Ellipsis. Villiers, le secrétaire de M comprend alors que l'objectif de ce terroriste n'est pas l'aéroport, mais le Skyfleet S570, nouveau prototype d'avion qui va être inauguré la nuit-même. 

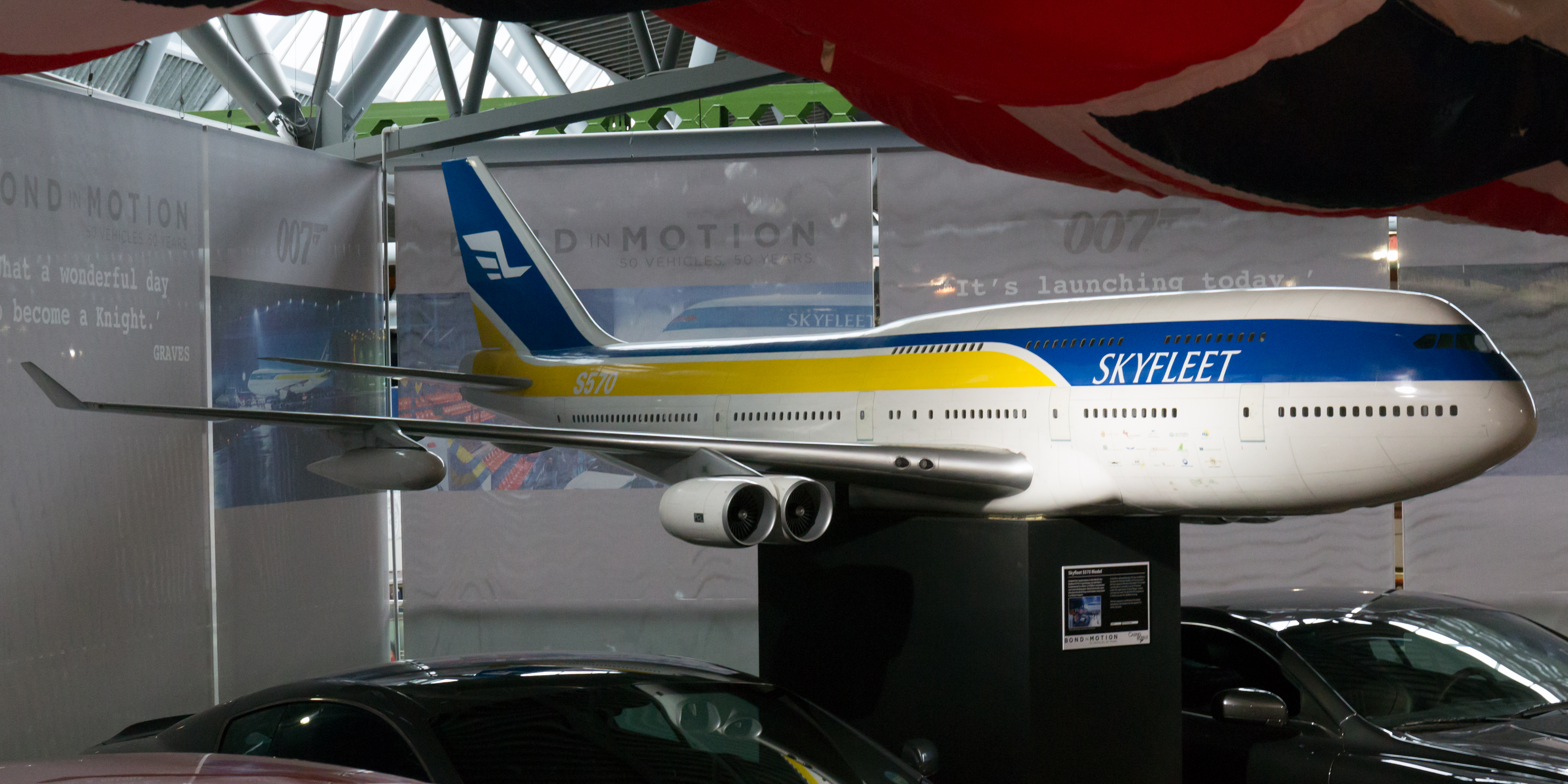
Un modèle d'avion miniature "Skyfleet S570" utilisé pour le film.

Bond poursuit alors le terroriste, qui vient de s'emparer d'un camion de kérosène. Bond réussit à monter sur le toit du véhicule puis à entrer dans l'habitacle. Lors de l'échange de coups entre les deux hommes, Bond, la tête projetée à l'extérieur, aperçoit une bombe accrochée au camion et revient s'en prendre au terroriste, mais ce dernier réussit à sauter du camion. Bond est poursuivi par une dizaine de voitures de police. Les freins ne marchent plus mais il arrive néanmoins à stopper le véhicule quelques mètres avant qu'il ne percute l'appareil. La police l'arrête. Le terroriste déclenche alors la bombe avec son téléphone, mais voit Bond lui sourire : car celui-ci a détaché la bombe du camion pour l'attacher à l'arrière de la ceinture du terroriste, qui est alors pulvérisé par l'explosion.
Le Chiffre, qui avait vendu à découvert un énorme paquet d'actions de la société Skyfleet doit alors faire face à une perte d'environ cent millions de dollars. Pour se refaire, il organise au Monténégro une partie de poker à dix avec dix millions de cave et cinq de re-cave. Le lendemain, à Nassau, Bond retrouve M et constate la mort atroce de Solange, tuée après avoir été torturée sur les ordres de Le Chiffre qui, à défaut de pouvoir s'en prendre à Dimitrios, cherchait à savoir qui, parmi l'entourage proche de celui-ci, pouvait l'avoir trahi. 

M fait part à Bond de l'organisation de la prochaine partie de poker du Chiffre et de son importance cruciale : si Le Chiffre gagne, il s'enfuira avec l'argent ; s'il perd, il sera arrêté. Et elle lui explique la cause de son retour en grâce : elle l'a choisi pour cette mission car il a la réputation d'être le meilleur joueur de poker du service. Enfin, elle lui demande de garder Le Chiffre en vie en soulignant que ses "clients" voudront certainement le tuer, comprenant qu'il est un traître. On implante ensuite un traceur dans un bras de Bond.

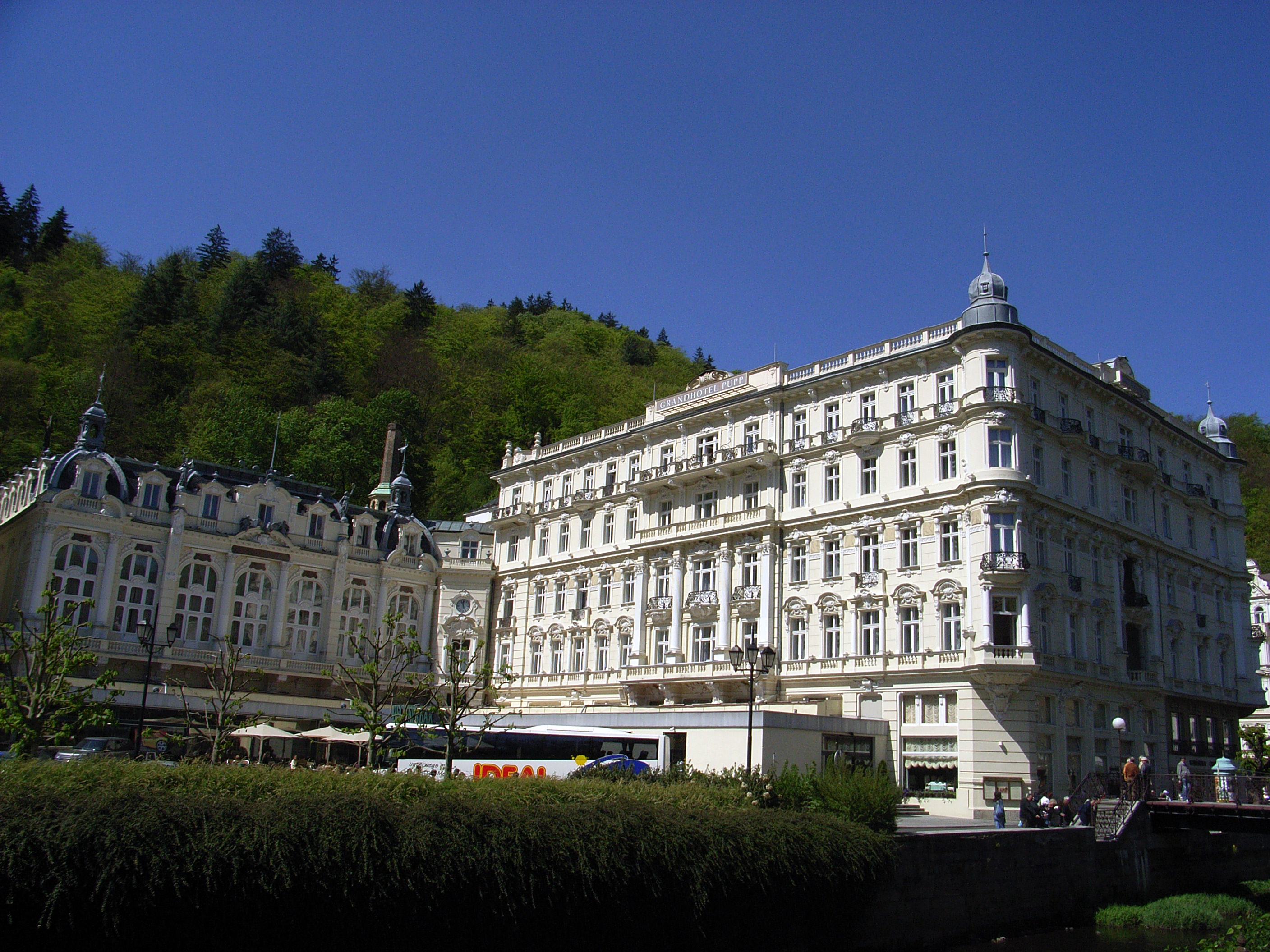
Grandhotel Pupp qui a servi de décor comme hôtel Splendide

Dans le train pour le Monténégro, Bond fait connaissance avec Vesper Lynd, employée du Groupe d'action financière qui finance Bond pour la partie. Bond tombe immédiatement sous son charme. Mais, surtout préoccupée par le sort incertain de l'importante somme dont elle a la responsabilité et qu'elle s'apprête à lui confier, elle refuse de partager sa chambre. 
À l'hôtel Splendid, Bond reçoit un briquet du MI6 et récupère son Aston Martin DBS. Vesper et Bond font ensuite connaissance avec René Mathis, agent de renseignement local. Tous trois assistent à l'arrestation du chef de la police locale, corrompu par Le Chiffre, orchestrée par Mathis qui l'a dénoncé. 
Pour la soirée qui s'annonce, Bond offre une splendide robe à Vesper, qui lui a, de son côté, fait confectionner - seulement à partir de ses mensurations telles qu'elle les a imaginées - un impeccable costume sur mesure.
Le soir, ils se rendent au casino et Bond entre son code personnel, qui lui sera demandé pour encaisser les fonds si jamais il gagne cette partie. Pour la première fois, il fait face à Le Chiffre et la partie commence ; Vesper arrive et embrasse Bond dans le cou (comme l'avait fait Solange pour déconcentrer les autres joueurs). Il commande aussi un cocktail spécial (qu'il crée pour l'occasion, à la place du célèbre Martini, et le baptise "Vesper") que ses adversaires, à part Le Chiffre, commandent aussi. 
Bond se dirige au bar pour parler à Vesper et l'embrasse, cette fois, sur la bouche, ce qui énerve le terroriste. Bond fait part à ses deux complices de la faille qu'il a décelée en observant attentivement Le Chiffre : un tic qu'il a lorsqu'il bluffe. Quatre heures après le commencement de la partie, une pause a lieu et Bond en profite pour poser un traceur dans l'inhalateur contre l'asthme du Chiffre. Bond et Vesper montent dans leurs chambres où il reçoit un colis contenant un pistolet muni d'un silencieux.
Pendant ce temps, Le Chiffre entre dans sa suite, où il rejoint Valenka, sa compagne. Soudainement, le client ougandais Steven Obanno, accompagné d'un garde du corps, surgit. Après avoir fait mine de vouloir couper la main du Chiffre (il ne peut pas car celui-ci doit jouer au poker et gagner pour le rembourser) avec sa machette, il menace de couper une main de Valenka. Les cris de terreur de Valenka résonnent jusque dans le couloir où arrivent Bond et Vesper guidés par le traceur. Les deux ougandais ressortent de la suite, où ils voient James et Vesper s'embrasser à côté de la porte d'escalier. Le garde du corps repère l'oreillette de Bond et lui tire dessus, mais Bond l'empoigne et le jette par-dessus la rambarde de l'escalier. L'autre terroriste prend alors sa machette, combat James et fait tomber son pistolet avec silencieux tout en bas. Vesper prend la fuite et descend. Le terroriste blesse Bond qui se jette avec lui du premier étage. James prend sa tête pour l'étrangler, quand son ennemi tente d'attraper le pistolet de Bond sur le sol. Vesper essaie d'ouvrir la porte pour s'enfuir, mais n'y arrive pas. Elle court alors vers les deux hommes pour arracher le pistolet des mains du terroriste qui finit par mourir étouffé. Bond envoie tout de suite Vesper Lynd chercher Mathis pour qu'il fasse disparaître les cadavres.
Lorsque Bond est de retour à la table de jeu, Le Chiffre, sarcastique, remarque à voix haute qu'il a changé de chemise. La soirée achevée, James rejoint Vesper dans sa suite. Il la trouve en état de choc et en pleurs sous la douche, toute habillée. Bond enlève son nœud papillon et s'assoit à côté d'elle sous l'eau qui coule et la réconforte. 
Le lendemain, Mathis piège un des hommes du Chiffre, en ayant mis les cadavres des deux Ougandais dans sa voiture, et l'homme est en conséquence arrêté par la police.
Le soir suivant, la partie reprend pendant plusieurs heures, jusqu'à ce que Bond s'aperçoive que son adversaire bluffe. Alors, à la suite du tapis du Chiffre, il mise aussi le sien. Le Chiffre l'emporte en récoltant environ 43 millions USD. La partie n'est pas finie, seul Bond est éliminé. Dégoûté, il reste seul dans la salle lors de la pause. Lorsque Vesper le rejoint sur une terrasse, il lui demande de lui accorder les cinq millions restants, mais elle refuse. Bond attrape alors un couteau de table, ordonne à René d'éloigner Vesper puis se dirige vers Le Chiffre. À quelques mètres de lui, un Afro-Américain l'arrête, se présentant comme Felix Leiter, agent de la CIA. Déplorant que Bond abandonne, il lui propose de lui donner toute sa mise. Mais en échange, si Bond gagne, ce sera lui qui embarquera le Chiffre, ce que Bond accepte.
La partie reprend, et Bond rejoint sa place, sous le regard surpris du Chiffre. Il commande au serveur un dry martini, et certains joueurs sont éliminés. Après avoir bu son martini, Bond se dresse subitement, sous les regards étonné de Felix et de Vesper. Il attrape du sel et se réfugie dans les toilettes pour se faire vomir avec de l'eau salée, comprenant qu'il a été empoisonné par la boisson alcoolisée. Puis Bond s'enfuit du Casino et monte dans sa voiture en contactant Villiers, un agent du MI6, pour lui apprendre qu'il a été empoisonné. Villiers informe immédiatement M. Il ne reste que deux minutes avant que Bond meure. Heureusement, le véhicule est équipé d'un défibrillateur. Mais un des fils est déconnecté et Bond n'a pas le temps de le rebrancher avant de perdre connaissance. Son cœur s'arrête de battre. Mais Vesper arrive à temps et connecte le fil, lançant la décharge, sauvant ainsi 007. Celui-ci se réveille et refuse d'aller à l'hôpital en observation avant d'avoir gagné la partie de poker.
Le Chiffre est décontenancé par le retour de Bond, tandis que Felix se retrouve éliminé. Plus tard dans la nuit commence la phase finale entre Bond, Le Chiffre et deux autres joueurs. Au cours de la partie, alors que les deux autres joueurs font tapis (avec des gains plus faibles), Bond en profite pour faire croire à son adversaire qu'il bluffe et fait également tapis à la surprise générale. Le Chiffre, ayant un puissant jeu en main, le suit. Il possède un full aux as par les 6 et élimine les deux autres joueurs. Mais Bond, contre toute attente, possède une quinte flush. Il empoche ainsi cent dix millions de dollars. Son adversaire part, furieux. Bond laisse Felix se charger du Chiffre tandis que Vesper, admirative, le félicite.
Une heure plus tard, dînant au restaurant de l'hôtel, Vesper explique à Bond qu'elle doit voir Mathis d'urgence. À la réflexion, Bond pense que c'est ce dernier qui a informé le Chiffre que Bond avait repéré son tic quand il bluffait. 
Il sort de l'hôtel en courant en entendant les cris de Vesper, qui se fait enlever. Bond saute dans sa voiture et poursuit le cortège du Chiffre. C'est alors qu'il voit Vesper abandonnée ligotée sur le sol au milieu de la route. Bond l'esquive, mais au prix de plusieurs tonneaux. Les hommes du Chiffre emmènent alors Bond inconscient, en prenant le soin de lui ôter son traceur.
Bond et Lynd sont emmenés dans une péniche. On attache Bond, nu, sur une chaise trouée tandis que Vesper est emmenée dans une autre cabine. Le Chiffre, qui veut récupérer l'argent, torture Bond en le frappant à coups de corde sur les testicules afin d'obtenir le code qu'il avait donné avant la partie de poker. Bond refuse et reçoit alors plusieurs coups sur les testicules, qu'il supporte en se moquant de son tortionnaire. L'homme le renverse et sort un couteau en lui disant qu'il coupera ce à quoi il ne semble pas tenir et le lui fera manger. Soudain M. White surgit et abat le Chiffre, n'acceptant pas qu'il ait pu perdre l'argent que lui avaient confié ses clients et dont il était l'intermédiaire.

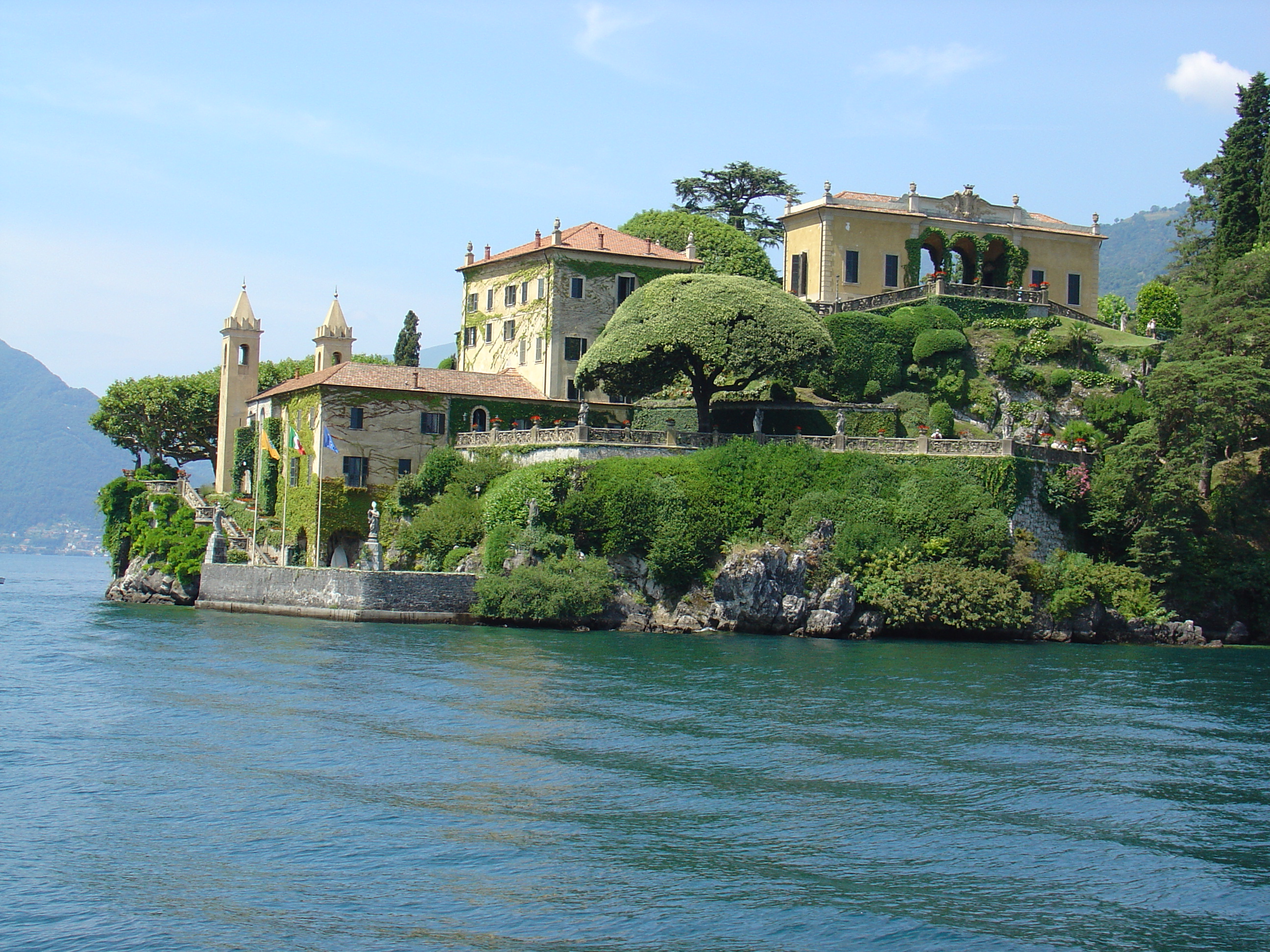
Villa Balbianello.

Bond est à l'hôpital, où Mathis et Vesper viennent lui rendre visite. Quelques jours plus tard, à la Villa Balbianello, Bond et Vesper assistent à l'arrestation de Mathis. Mendel, le banquier, arrive et demande à Bond de composer son code personnel pour que l'argent soit encaissé. Bond demande à Vesper de le faire, lui livrant le code : VESPER. Mendel repart et Vesper embrasse Bond, lui faisant comprendre qu'elle veut vivre avec lui. Ils passent alors quelques jours de bon temps, entre autres sur une plage de sable fin.
À Venise, Bond envoie sa démission à M. le lendemain matin sur son voilier. Vesper et lui s'embrassent dans une chambre d’hôtel. Elle lui dit qu'elle doit aller à la banque faire un retrait. Elle se prépare, et Bond l'accompagne jusqu'à la porte de l'hôtel. Soudain, son téléphone sonne : c'est M qui l'informe qu'elle a reçu sa demande de démission, mais que le banquier en sa compagnie ne confirme pas que l'argent est a bien été viré sur le compte de Trésor. Bond raccroche. Il comprend que Vesper l'a trahi, et cela depuis le début. Il se rue vers la banque, mais Vesper est déjà repartie. Il finit par la repérer dans une ruelle et la suit discrètement jusqu'à un immeuble au bord du Grand Canal. Repéré, le mercenaire Gettler (probablement l'un des clients du Chiffre), avec qui Vesper avait rendez-vous, prend celle-ci en otage. James passe à l'attaque et tue un par un les hommes de Gettler, mais les deux anciens gardes du corps de Le Chiffre, qui se trouvent aussi sur place (ils n'ont pas été abattus par White à bord de la péniche), mitraillent Gettler et son complice, puis Bond. 
Bond se lance à la poursuite de Gettler qui s'est introduit avec Vesper dans un vieil immeuble et tire dans un des containers qui permettent à l'immeuble de flotter. Le bâtiment tangue puis commence à s'enfoncer dans le canal. Gettler emprisonne Vesper dans une cage d'ascenseur, mais perd ensuite la valise des gains, qui tombe dans les eaux. Pendant que le bâtiment s'enfonce dans l'eau, James tue toute l'équipe de Gettler et finit par Gettler en lui tirant dans l'œil avec le pistolet à clous avec lequel celui-ci l'avait attaqué. Puis, il tente d'ouvrir la cage où est enfermée Vesper. Mais celle-ci, lui demandant pardon, jette la clé du cadenas dans les eaux. La cage sombre. Bond essaie d'ouvrir la grille en cassant le cadenas, mais trop tard pour sauver la jeune femme. Il la remonte tout de même à la surface et lui fait du bouche à bouche et un massage cardiaque, mais en vain. Fou de rage, Bond a bien l'intention de mener sa vendetta personnelle tandis que M. White repêche la valise contenant les gains et s'enfuit.

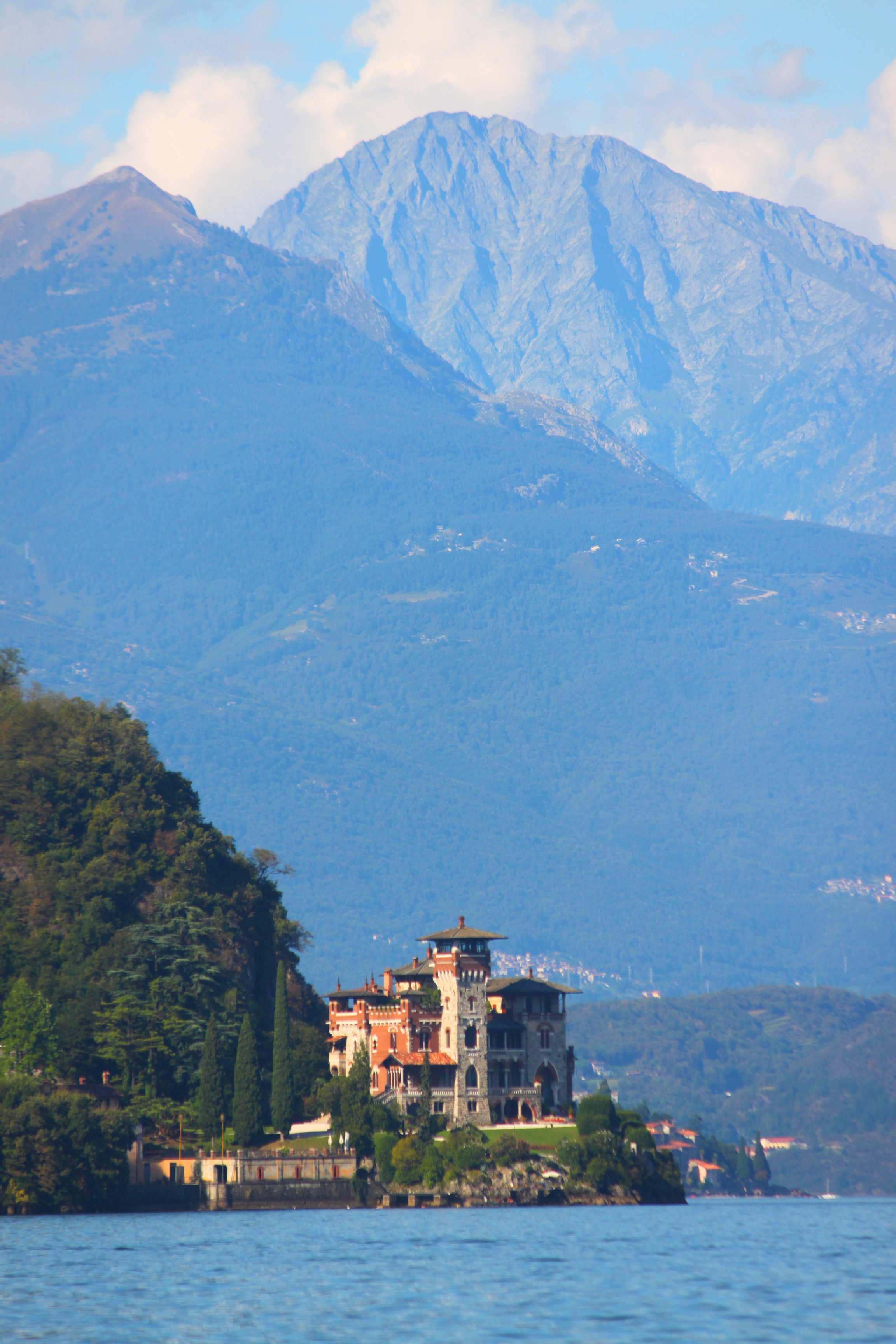
Villa La Gaeta.

Sur son voilier, Bond inventorie les quelques effets personnels de Vesper, tout en étant en contact avec M. Alors qu'il est encore tout à sa rancœur à l'égard de Vesper, M lui explique qu'elle a au contraire tout fait pour le sauver. Bien que M pense Mathis innocent, Bond préfère pour en avoir le coeur net que l'interrogatoire de celui-ci se poursuive. Il allume le téléphone de Vesper où il découvre un message posthume à son intention, « M. White », le mettant ainsi sur la voie de celui qui depuis le début a tiré toutes les ficelles. 
Plus tard, à la Villa La Gaeta, Bond interpelle M. White, qui lui demande de décliner son identité. Pour tout réponse, Bond lui tire dans une jambe. Puis, il s'approche de lui, pistolet mitrailleur à la main. Il ferme le téléphone de Vesper et dit à M. White : « Je m'appelle Bond, James Bond. »

## Fiche technique

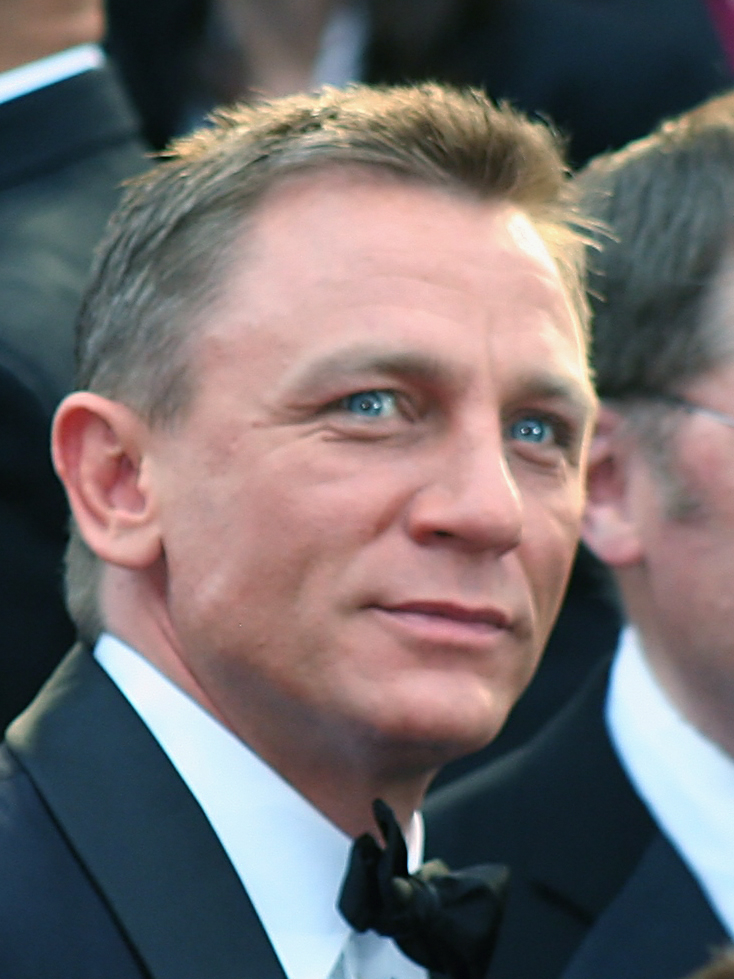
Daniel Craig endosse le rôle de James Bond.

- Titre : Casino Royale (Le « e » de royale n'est pas une faute d'orthographe : le titre original du roman de Ian Fleming est l'abréviation de Casino de Royale-les-Eaux. Cette signification est perdue dans le film, puisque le casino est situé au Monténégro.)
- Titre de travail : James Bond 21 et Ian Fleming's Casino Royale
- Réalisation : Martin Campbell
- Scénario : Neal Purvis, Robert Wade et Paul Haggis, d'après Casino Royale de Ian Fleming
- Musique : David Arnold
  - Chanson du générique : You Know My Name interprétée par Chris Cornell
- Décors : Peter Lamont
- Costumes : Lindy Hemming
- Photographie : Phil Meheux
- Montage : Stuart Baird
- Production : Michael G. Wilson et Barbara Broccoli
- Sociétés de production : EON Productions, Columbia Pictures, Metro Goldwyn Mayer, Casino Royale Productions, Stillking Films, Babelsberg Film, avec le support du gouvernement des Bahamas[1]
- Sociétés de distribution :
  -  États-Unis : Columbia Pictures
  -  Royaume-Uni : Sony Pictures Releasing
  -  France : Gaumont/Columbia TriStar Films[1]
- Studios : Studios Barrandov (Prague)
- Pays d'origine :  Royaume-Uni,  États-Unis,  Allemagne,  Tchéquie
- Langues originales de tournage : anglais
- Genre : espionnage, action
- Budget : 72 millions USD (production), 150 millions $ (avec la publicité)
- Durée : 144 minutes
- Classification :
  - États-Unis : PG-13 (scènes de violence, d'action, torture et sexuelles)
  - France : Déconseillé aux moins de 10 ans (programme choquant, pouvant heurter les - 10 ans)
- Dates de sortie[4] :
  - Royaume-Uni : 14 novembre 2006 (avant-première mondiale)
  - Tchéquie : 16 novembre 2006
  - États-Unis, Royaume-Uni et Canada : 17 novembre 2006
  - France, Belgique et Suisse romande : 22 novembre 2006
  - Allemagne : 23 novembre 2006

## Distribution

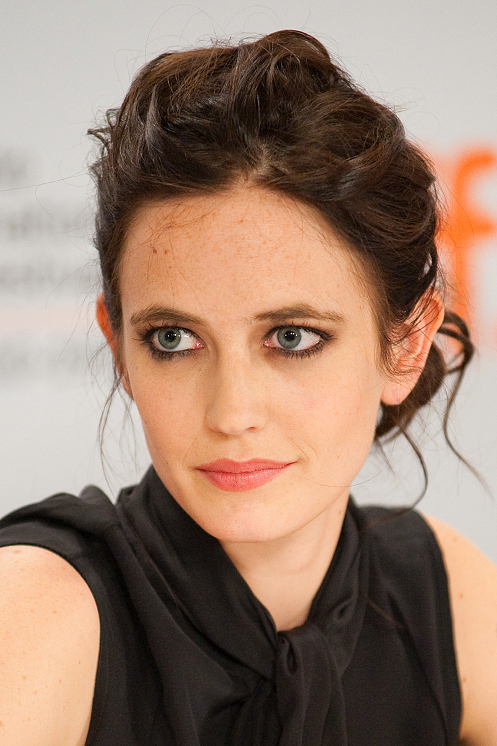
Eva Green.

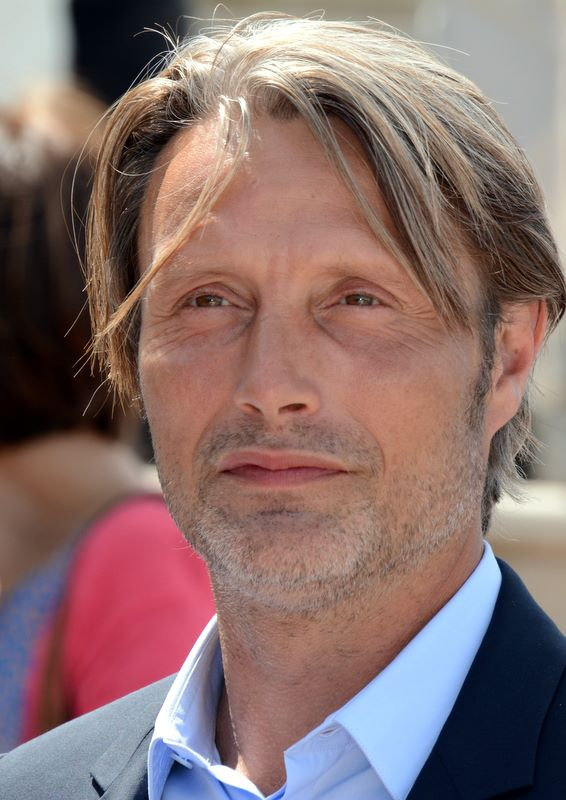
Mads Mikkelsen.

- Daniel Craig (VF : Éric Herson-Macarel) : James Bond / Agent 007
- Eva Green (VF : elle-même) : Vesper Lynd
- Mads Mikkelsen (VF : Dominique Collignon-Maurin) : Le Chiffre
- Judi Dench  (VF : Nadine Alari) : M
- Jeffrey Wright  (VF : Jean-Louis Faure) : Felix Leiter
- Giancarlo Giannini  (VF : Michel Papineschi) : René Mathis
- Caterina Murino (VF : elle-même) : Solange Dimitrios
- Simon Abkarian (VF : lui-même) : Alex Dimitrios
- Isaach de Bankolé (VF : Frantz Confiac) : Steven Obanno
- Jesper Christensen (VF : Jean-Bernard Guillard) : M. White
- Ivana Miličević (VF : Liana Fulga) : Valenka, la petite-amie du Chiffre
- Tobias Menzies (VF : Adrien Antoine) : Villiers
- Claudio Santamaria : Carlos Nikolic, le terroriste à l'aéroport
- Sébastien Foucan : Mollaka Danso, le poseur de bombes
- Malcolm Sinclair (en) (VF : Féodor Atkine) : Dryden (pré-générique)
- Richard Sammel  (VF : lui-même) : Adolph Gettler
- Ludger Pistor (VF : Féodor Atkine) : M. Mendel
- Joseph Millson (en) : Carter
- Darwin Shaw : Fisher, le contact de Dryden (pré-générique)
- Clemens Schick (VF : Éric Marchal) : Kratt, un homme de main du Chiffre
- Emmanuel Avena : Leo, un garde du corps du Chiffre
- Tom Chadbon (en) (VF : Igor De Savitch) : l'agent de change
- Ade (en) : Infante
- Urbano Barberini (VF : Jean-Marc Charrier) : Tomelli
- Tsai Chin : Mme Wu (caméo)
- Charlie Levi Leroy : Gallardo
- Lazar Ristovski : Kaminofsky
- Tom So : Fukutu
- Veruschka : Gräfin von Wallenstein (caméo)
- Daniel Andreas : le croupier
- Carlos Leal (VF : lui-même) : le directeur du casino (caméo)
- Christina Cole (VF : Larissa Cholomova) : la réceptionniste de l'Ocean Club
- Jürgen Tarrach (de) : Schutz
- Diane Hartford : une joueuse de cartes
- Leo Stransky : le garde du corps de Gettler
- Crispin Bonham-Carter : un docteur
- Félicité du Jeu : la journaliste française
- Michael Offei (en) : le lieutenant d'Obanno
- Makhoudia Diaw : le garde du corps d'Obanno
- Michael G. Wilson : le chef de la police (caméo)
- Phil Meheux : l'agent du Trésor dans le bureau de M (caméo)
- Alessandra Ambrósio : une joueuse de tennis (caméo)
- Ben Cooke (en) : un agent du MI6 (caméo) (non crédité)
- Richard Branson : un homme à l'aéroport (caméo) (non crédité)
- Martin Campbell : un employé de l'aéroport (caméo) (non crédité)
- Gunther von Hagens : un homme à l'exposition Body Worlds (caméo) (non crédité)

## Lieux de l'action
- Tchéquie, Prague
- Ouganda, Mbale
- Madagascar
- Angleterre, Londres
- Bahamas, Nassau
- États-Unis, Miami
- Monténégro
- Italie, Lac de Côme
- Italie, Venise

## Production

### Départ de Pierce Brosnan
Après la sortie de Meurs un autre jour en novembre 2002, qui a atteint les 543 millions de dollars au box-office, la presse commence à s'interroger sur la possibilité d'un cinquième James Bond avec Pierce Brosnan, dont le film était en option dans son contrat avec une sortie prévue fin 2005. Les producteurs étaient ainsi sur le point de tourner une cinquième aventure avec cet acteur, qui conserve le soutien du public et se montre enthousiaste à l'idée de continuer à incarner James Bond.
En décembre 2003, alors que Pierce Brosnan est à Nassau, aux Bahamas pour le tournage de Coup d'éclat depuis deux mois, l'acteur apprend, par un coup de fil de Londres de la part des producteurs Michael Wilson et Barbara Broccoli, que les négociations pour un cinquième film ont échoué, et qu'ils lui cherchent déjà un successeur. En effet, ils le jugeaient trop vieux et voulaient faire rajeunir le personnage de Bond pour attirer davantage les fans de la saga 007,,.
L'échange téléphonique a été rapide. Michael Wilson aurait déclaré à Pierce Brosnan qu'il avait été un grand James Bond, il le remerciait pour son interprétation tout au long de quatre films à succès (GoldenEye en 1995 avec 460 millions de dollars au box-office, Demain ne meurt jamais en 1997 avec 478 millions de dollars, Le monde ne suffit pas en 1999 avec 491 millions de dollars et Meurs un autre jour en 2002 avec 543 millions de dollars), et terminait en disant que c'était tout simplement fini. Pierce Brosnan, qui avait franchi la barre des 50 ans, devenait trop âgé pour incarner une cinquième fois l'agent 007. D'autre part, les producteurs voulaient maintenir le succès commercial de la saga en traitant la première mission de Bond, donc en faisant appel à un acteur plus jeune[réf. nécessaire].
Cet évènement reste à l'état de rumeur tout au long de l'année 2004 et EON Productions nie cette version des faits, jusqu'en octobre 2004, quand Pierce Brosnan annonce officiellement au Toronto Sun qu'il n'a pas démissionné, mais qu'il s'est fait licencier. Le 1er février 2005, l’acteur publie une lettre à destination des fans sur son site officiel. Après les remerciements d’usage, il revient, entre les lignes, sur les circonstances de son départ : « Toutes les choses ont une fin, et il faut être capable d’accepter une décision irrévocable avec grâce et en sachant que j’ai fait le job avec le meilleur de mes capacités[réf. nécessaire]. »

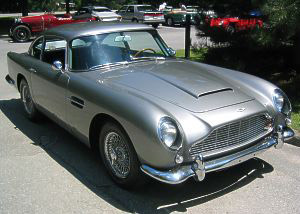
Dans le film, James pilote une Aston Martin DB5.

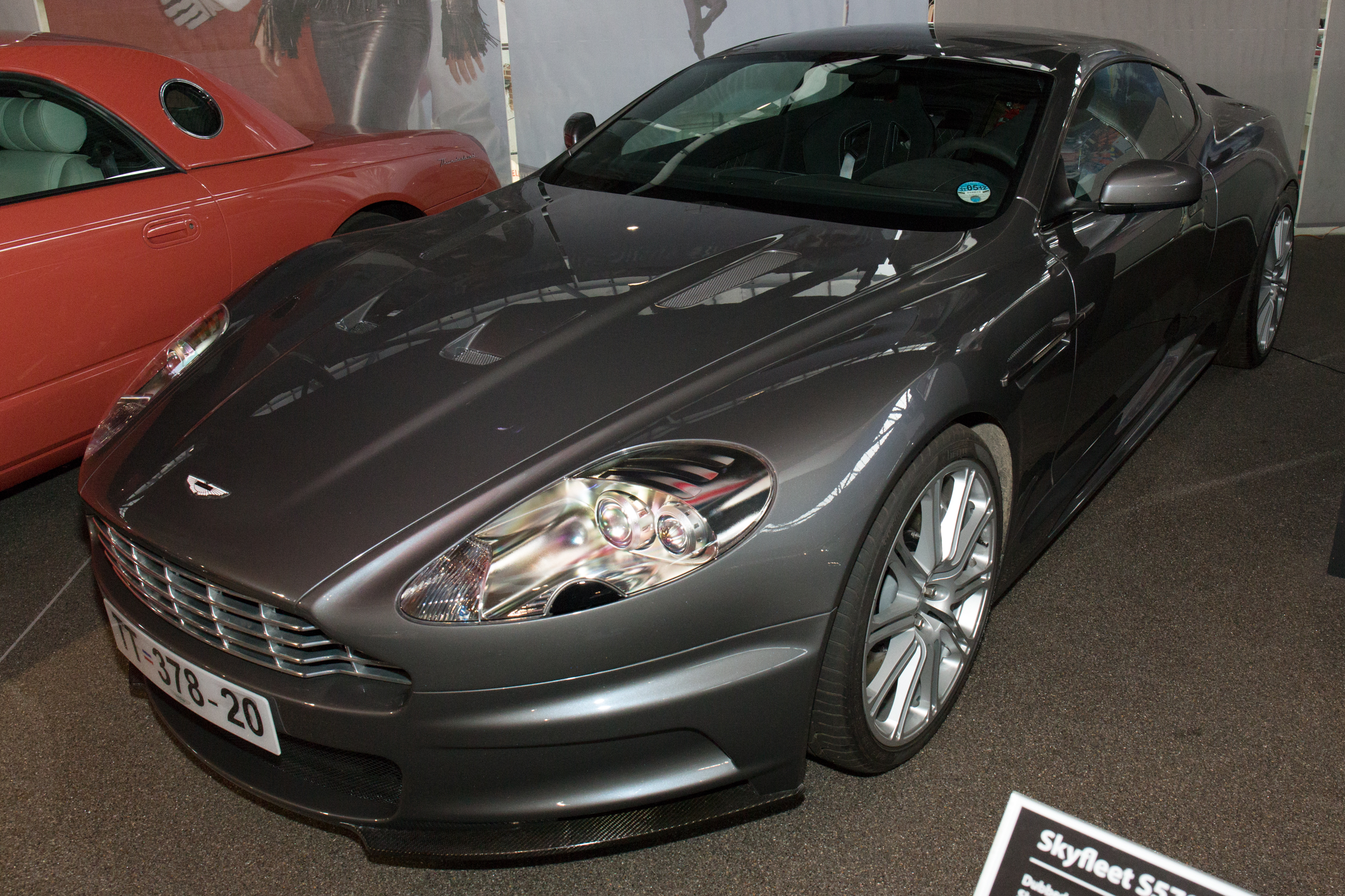
L'Aston-Martin DBS du film

Le 14 octobre 2005, c'est Daniel Craig qui devient officiellement le nouveau James Bond succédant à Pierce Brosnan. Plusieurs acteurs comme Dominic West, James Purefoy, Julian McMahon, Sam Heughan, Matthew Rhys, Rupert Friend, Gary Stretch, Alex O'Loughlin, Henry Cavill, Goran Visnjic, ou encore Sam Worthington  ont été sollicités pour le rôle, le choix final se faisant entre Henry Cavill et Craig.

### Les brèves origines deCasino Royale
Pour retracer les origines de la production de Casino Royale, il faut remonter aux années 1990 dont l'idée venait à la base du réalisateur Quentin Tarantino, qui voulait adapter le roman de Ian Fleming dès 1994, après Pulp Fiction, mais son projet est tombé à l'eau à cause des producteurs de la saga qui étaient en train de relancer la franchise James Bond avec GoldenEye, et également parce qu'ils pouvaient créer de la concurrence si Tarantino achetait les droits de Casino Royale.
Tarantino revient plusieurs fois sur ce projet en 1997, puis en octobre 2003, en approfondissant son idée de réalisation, en précisant qu'il veut réaliser ce roman de Ian Fleming en adaptant le côté sombre du personnage de James Bond, en le réalisant avec Pierce Brosnan. Mais les producteurs ont décliné plusieurs fois la proposition de réalisation de Tarantino. L'adaptation est finalement réalisée par Martin Campbell, et le titre officiel du film est annoncé en février 2005.

### Tournage
Il se déroule du 3 janvier au 21 juillet 2006.
C'est la 21e aventure de l'agent James Bond produite par EON Productions, la société qui gère les droits de la franchise Bond. Trois films sont, en effet, considérés comme « hors série » : Casino Royale sorti en 1954, Casino Royale sorti en 1967 et Jamais plus jamais sorti en 1983.
Ce film est le premier d'une saga de cinq films où James Bond est incarné par Daniel Craig et qui est un reboot de la franchise. Les faiblesses de James Bond y apparaissent plus que dans les films précédents. Par ailleurs, la première scène du film suivant, Quantum of Solace, se situe une heure après la scène finale de Casino Royale. C'est la première fois que les scénaristes de James Bond décident de réaliser une suite à un film (cette possibilité de suite avait déjà été envisagée pour Au service secret de sa majesté, mais comme l'acteur incarnant James Bond dans ce film, George Lazenby, avait décidé de ne pas renouveler son contrat pour un nouveau James Bond, l'hypothèse avait été écartée). Une des scènes du film (la convalescence de James Bond) a été tournée à la villa Balbianello, près du lac de Côme, en Italie, où des films comme Star Wars, épisode II : L'Attaque des clones ont également été tournés,.
Les personnages récurrents Q et Moneypenny n'apparaissent pas encore dans le film. Jeffrey Wright est le premier acteur noir à interpréter Felix Leiter de la CIA (mis à part Bernie Casey dans le film de 1983 Jamais plus jamais, un James Bond hors série). Martin Campbell réalise son deuxième James Bond, après GoldenEye (1995).
Le PDG de Virgin, Richard Branson, apparaît un court instant dans le film (déclenchant le portique de sécurité à l'aéroport de Miami), scène d'ailleurs effacée par British Airways, concurrent de Virgin Atlantic des versions projetées sur ses longs-courrier. Le mannequin Alessandra Ambrósio fait également une apparition lorsque James Bond arrive à l'Ocean Club aux Bahamas. Tous les appareils électroniques montrés dans le film (téléphones portables, ordinateurs, écrans, lecteur blu-ray, appareils photo numériques…) sont systématiquement de la marque Sony, qui est presque toujours montrée en gros plan. Un coffret Casino Royale était d'ailleurs disponible.
Le Chiffre utilise un yacht Sunseeker Predator 108 aux Bahamas.
Deux Aston Martin sont présentes dans le film : la fameuse compagne et emblématique DB5, mais également la toute nouvelle DBS V12. Pour la petite histoire, lors de la séquence où la DBS V12 part en tonneaux, les cascadeurs ont établi un record mondial avec 7 tonneaux.
À l'initiative d'un placement de produit promotionnel, la voiture de James Bond arrivant aux Bahamas fut une Ford Mondeo III. La présentation mondiale officielle de ce nouveau modèle au public arriva en novembre 2006, le jour du lancement du film.
Le générique d'ouverture du film ne met en action aucune femme à l'exception d'une figurine de carte à jouer (une reine de « fleur ») ce qui tranche avec les films précédents. Pour promouvoir la sortie de la PlayStation 3 en Europe le 23 mars, les 500 000 premiers inscrits sur le PlayStation Network ont reçu un exemplaire du film livré au format Blu-Ray.
En France, la voix française de James Bond est celle du comédien Éric Herson-Macarel, qui a doublé Gustav Graves, le méchant dans Meurs un autre jour. Également, les chaînes françaises LCI et TF1 y sont représentées[réf. souhaitée].
Durant le tournage de la scène d'accident de voiture, trois Aston Martin DBS furent détruites, d'une valeur de 300 000 dollars chacune.
Le SkyfleetS750 est en fait un Boeing 747-200 modifié. Il est toujours visible à l'aérodrome de Dunsfold en Angleterre, où la scène de la tentative d'attentat a été filmée.

### Lieux de tournage
(novembre 2011).
 Tchéquie

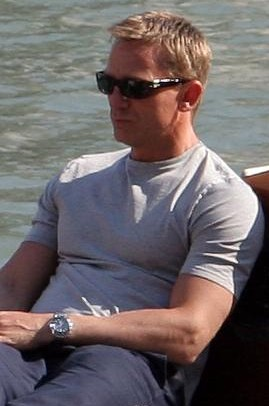
Daniel Craig, le 8 juin 2006 à Venise, lors d'une pause sur le tournage du film.

- Musée national de Prague : intérieur de l'hôtel de Bond et Vesper à Venise.
- Grandhotel Pupp : hôtel dans lequel Bond et Vesper séjournent au Monténégro.
- Kaiserbad Spa, Karlovy Vary : lieu dans lequel se déroule la partie de poker. C'est le « Casino Royale ». Le Kaiserbad Spa est situé à proximité du Grandhotel Pupp.
- Loket : ville dans laquelle se rencontrent Bond et Mathis la première fois (on voit arriver Bond avec sa DBS).

 Italie
- Grand Canal (Venise)
- Conservatoire Benedetto Marcello de Venise
- Hôtel Cipriani, sur l'île de la Giudecca, à Venise
- Villa Balbianello, Lenno, Lac de Côme : lieu de rémission de Bond après la scène de torture (au pied de la Loggia avec le banquier et dans le petit parc avec Mathis).
- Villa La Gaeta, Lac de Côme : villa de Mr. White, scène finale où Bond prononce son fameux "Bond, James Bond".

 États-Unis
- Bahamas: Coral Harbour, Nassau, Bond à la poursuite de Mollaka dans l'hôtel en construction à Madagascar.
- Floride: Aéroport international de Miami, à l'entrée, on y voit Richard Branson passer au Détecteur de métaux.

 Angleterre
- Millbrook Vehicle Proving Ground au Bedfordshire, où 007 crashe son Aston Martin DBS.

## Scènes coupées
- Le flashback du pré-générique a été raccourci. À l'origine, on devait voir Bond et Fisher assister à une partie de cricket, après quoi Fisher repère Bond et prend la fuite. Commence alors l'attaque aux WC.
- La première apparition à l'écran de Valenka était plus longue. A l'origine elle devait être vue en train de nager sous l'eau avant de monter sur le yacht du Chiffre.
- Une scène dans le yacht du Chiffre a également été raccourcie. Le Chiffre remettait à Dimitrios une moitié de carte.
- Après que Mr. White abat Le Chiffre, des médecins emmènent Bond à l'hôpital.

## Bande originale
Bandes originales James Bond
Meurs un autre jour
(2002) Quantum of Solace
(2008)
David Arnold compose sa quatrième bande originale consécutive d'un James Bond.
La chanson du générique d'entrée You Know My Name est interprétée par Chris Cornell, et composée avec la complicité de David Arnold. Commercialisée en CD single, la chanson n'apparaît pas sur l'album de la bande originale du film, mais sur l'album Carry On du chanteur.

### Liste des titres

#### Album officiel
1. African Rundown (6:52) [19]
2. Nothing Sinister (1:27)
3. Unauthorised Access (1:08)
4. Blunt Instrument (2:22)[20],[19]
5. CCTV (1:30)
6. Solange (0:59)
7. Trip Aces (2:06)[20],[19]
8. Miami International (12:43)[19]
9. I'm the Money (0:27)[19]
10. Aston Montenegro (1:03)[19]
11. Dinner Jackets (1:52)[19]
12. The Tell (3:23)
13. Stairwell Fight (4:12)
14. Vesper (1:44)
15. Bond Loses It All (3:56)
16. Dirty Martini (3:49)[20]
17. Bond Wins It All (4:32)
18. The End of an Aston Martin (1:30)
19. The Bad Die Young (1:18)
20. City of Lovers (3:30)
21. The Switch (5:07)[20],[19]
22. Fall of a House in Venice (1:53)
23. Death of Vesper (2:50)
24. The Bitch Is Dead (1:05)
25. The Name's Bond…James Bond (2:49)[20]

### Accueil critique
Sur le site d'Allociné le film obtient des critiques positives. La presse lui attribue une moyenne de 3,9/5 basé sur 25 critiques presse, et les spectateurs une moyenne de 3,9/5.
Sur le site d'IMDb le film reçoit la note de 8/10 et un Metascore de 81/100 basé sur 38 avis.
Le site de Rotten Tomatoes lui donne un taux d'approbation de 95 % basé sur 222 votes.

### Box-office
| Pays                          | Box-office        | Nbre de sem. | Classement TLT | Date        |
| Box-office Mondial            | 599 045 960 USD   | ? sem.       | 38e            | au total    |
| Box-office États-Unis/ Canada | 167 445 960 USD   | ? sem.       | 131e           | au total    |
| Box-office France             | 3 154 245 entrées | 9 sem.       | -              | au 23/01/07 |
| Box-office Paris              | 806 162 entrées   | 9 sem.       | -              | au 23/01/07 |
| Box-office Suisse             | 853 098 entrées   | ? sem.       | 10e            | au 13/04/08 |

## Distinctions
Source et liste complète : Internet Movie Database

### Récompenses
- 2006 : Satellite Award de la meilleure chanson originale pour You Know My Name
- 2007 : BAFTA Award du meilleur son
- 2007 : Saturn Awards du meilleur film d'action, d'aventures ou thriller
- 2007 : Empire Awards :
  - meilleur film
  - meilleur acteur pour Daniel Craig
  - meilleur espoir féminin pour Eva Green
- 2007 : BMI Film & TV Award pour David Arnold

### Nominations
- 2007 : BAFTA Awards :
  - meilleur film britannique
  - meilleur acteur pour Daniel Craig
  - meilleur scénario adapté pour Neal Purvis, Robert Wade et Paul Haggis
  - meilleure photographie pour Phil Meheux
  - meilleur montage pour Stuart Baird
  - meilleure direction artistique
  - meilleure musique pour David Arnold
  - meilleurs effets visuels
- 2007 : Saturn Awards :
  - Meilleur acteur pour Daniel Craig
  - Meilleure actrice dans un second rôle pour Eva Green
  - Meilleure musique pour David Arnold
  - Meilleur scénario pour Neal Purvis, Robert Wade et Paul Haggis
- 2007 : Empire Award de la meilleure scène pour la course-poursuite parkour
- 2007 : Eddie Award du meilleur montage d'un film dramatique pour Stuart Baird
- 2007 : Grammy Award de la meilleure chanson écrite pour le cinéma, la télévision ou un autre média visuel pour You Know My Name